# Wheelman
Wheelman – komputerowa gra akcji wyprodukowana przez amerykańskie studio Tigon Studios oraz brytyjskie studio Midway Studios - Newcastle. Gra została wydana 24 marca 2009 roku na platformy PC, PlayStation 3 oraz Xbox 360.

## Fabuła
Akcja gry została osadzona w Barcelonie w Hiszpanii, gdzie trwają walki gangów. Milo Burik (Vin Diesel) jest kierowcą próbującym dostać się do mafii.

## Rozgrywka
Podczas misji gracz używa różnych środków transportu takich jak samochody sportowe, wany, ciężarówki, motocykle czy skutery, a także broni takich jak pistolety, karabiny czy strzelby. Gracz może korzystać z akcji, które polegają między innymi na strzelaniu do przeciwników w trybie spowolnienia czasu czy przeskakiwanie na inne auta. Gracz może niszczyć otoczenie.